# 有斐閣
株式会社有斐閣（ゆうひかく、英: Yuhikaku Publishing Co., Ltd.）は、日本の人文社会系の学術書を中心とした出版社。

## 概要
1877年、旧忍藩士・江草斧太郎が神田一ツ橋通町（現在の千代田区一ツ橋二丁目）で古書店として創業。当時の名前は「有史閣」といった。その2年後の1879年に、現在の「有斐閣」の名称に改め、出版業に転進。1950年、四代目店主の時代に法人化して、株式会社有斐閣として設立される。
現在は、東京都千代田区神田神保町（救世軍日本本営・神田小隊の隣）に本社を構えている。1階では小売も行なう。京都府京都市左京区には京都支店がある。二代目以降の店主・代表取締役社長は、二代目・江草重忠、三代目・江草四郎、四代目・江草忠充、五代目・江草忠敬、六代目・江草貞治。
現在では、社会科学（特に法学、経済学）と、人文科学の大学向け教科書や、各年度版の六法全書、人文社会系の一般教養書の出版を主な業務としている。
マスコットキャラクターとして「ろけっとぽっぽー」（鳩）がいる。同社の『ポケット六法』の言い間違いがきっかけとなって誕生したキャラクターで、2014年秋頃から同社営業部のTwitterに登場、2015年9月に同社の公式キャラクターとなった。Twitterをはじめ、書店店頭のPOPなど、新刊アピールに活用されているほか、2019年3月刊行の『法学学習Ｑ＆Ａ』『地域から考える環境と経済』に登場し、活躍の場を広げている。
さらに2017年には自社の社章をゆるキャラ化した「シッシー」と「ワッシー」も誕生。『判例の読み方』で展開される個性溢れる発言が人気を博し、同社グッズなどにも使われている。
2019年、第16回「出版梓会新聞社学芸文化賞」を受賞。

## 社名の由来
出典は『大学』で、努力し学に励んだ衛の武公の徳を「有斐君子」と讃えたことから。「武公のように学者と一心同体となって努力精進するように」という創業者の師の助言による。

## 取扱書籍

### 法令集
1901年に『帝國六法全書』を刊行。昭和になってから刊行を中断したが、1948年に、創業70周年事業として『六法全書』の刊行を再開した。以後用途に応じ、『小六法』（1949年、2007年版を最後に休刊）、『ポケット六法』（1978年）、『判例六法』（1989年）、『判例六法Professional』（2008年）を刊行し、現在でも代表的な本となっている。

### 『法律学全集』
『法律学全集』は、1957年に創業80周年記念出版として刊行が始まった全60巻からなる全集。一部は現在でも改訂されており、当初の執筆者が故人になった場合などは、その弟子に当たる学者が改訂に当たっている。

### 『注釈民法』
『注釈民法』は、1964年に刊行が始まった民法の逐条解説書（コンメンタール）。全26巻。現在は、全面改訂された『新版注釈民法』が出版中。同様の企画としては、『注釈会社法』、『注釈刑法』などがあり、このうち『注釈刑法』については2010年12月より新版（全3巻予定）が刊行されている。

### 雑誌
- ジュリスト - 1952年創刊
- 判例百選シリーズ（別冊ジュリスト）
- 法学教室 - 1980年創刊
- 民商法雑誌 - 1935年に弘文堂から創刊（33巻4号（1956年）以降、有斐閣から）

### その他の人文系書籍
法律学以外にも、経済学、社会学、社会福祉、心理学など、人文系全般の学術書や大学テキストも刊行している。大学生向けには「New Liberal Arts Selection」、「有斐閣アルマ」や「有斐閣大学双書」など、教養科目と専攻科目、入門書と専門書など、レベル別に複数のシリーズが存在する。
また近年では、一般市民向けや生涯学習用を謳った「有斐閣Insight」や「有斐閣選書」など、一般教養書のシリーズも立ち上げている。

## 騒動
『著作権判例百選』で著作権侵害
『著作権判例百選 第5版』をめぐり、前版の編者であった東京大学の大渕哲也教授（債権者）が、編者の合意を得ずに改訂版から編者名を削除したのは著作権の侵害だとして、有斐閣（債務者）に対し出版差し止めの仮処分を申し立てていた事件で、2015年10月26日、東京地方裁判所（嶋末和秀裁判長）は、編者の合意を得ずに改訂版から編者名を削除したのは、著作権の侵害だとして、有斐閣に対し出版差し止めの仮処分を決定した。
有斐閣は東京地裁に対して保全異議申立てを行ったが、2016年4月7日に有斐閣の主張を退ける決定が出された。しかし、その後、有斐閣は知的財産高等裁判所に抗告を行い、同年11月11日、知的財産高等裁判所（鶴岡稔彦裁判長）は、大渕教授は著作者ではないと判断し、有斐閣の主張を認め、仮処分決定を取り消した。これにより、同年12月、『著作権判例百選 第5版』が発売された。2017年3月21日に、最高裁判所第三小法廷（山崎敏充裁判長）は大渕教授側の抗告を棄却し、仮処分を認めない判断が確定した。なお、2019年3月発売の『著作権判例百選 第6版』には、本件の知財高裁での抗告審についての評釈が収録されている。

## 関連会社
- 株式会社有斐閣学術センター（旧有斐閣出版サービス株式会社。1991年完全子会社化、1997年商号変更）
- 株式会社有斐閣アカデミア（1997年設立）
- 株式会社有斐閣サービスセンター（2002年設立）